# Залив Большое Онего
Зали́в Большо́е Оне́го — крупный залив в северо-западной части Онежского озера на территории Республики Карелия.
Берега залива высокие, поросшие смешанным лесом. На западной стороне залива находятся Ивановские острова, отделяющие залив от Петрозаводской губы, на восточной стороне — вход в Кижские шхеры (остров Большой Климецкий). Площадь поверхности — 1010 км².
Наиболее значительные губы залива Большое Онего:
- Кондопожская губа — площадь 252 км² (на берегу губы расположен город Кондопога),
- Уницкая губа — площадь 160 км² (глубины 10—20 м, большое количество островов)
- Большая Лижемская губа (Чогра) — площадь 105 км² (глубины 20—60 м, острова: Большой Туль, Кальк, Высокий, Долгий, Лукин, Фомкин, Попов, Соня)
- Илем-Горская губа — площадь 36 км² (глубины 10—40 м, острова: Сярь, Илем, Конец)